# Kirill Abrosimov
Kirill Vladimirovič Abrosimov (in russo Кирилл Владимирович Абросимов?; 22 novembre 1991) è un nuotatore russo, specializzato nel nuoto di fondo, tre volte campione europo..

## Palmarès
| Anno | Manifestazione                 | Sede       | Evento         | Risultato | Prestazione | Note |
| ---- | ------------------------------ | ---------- | -------------- | --------- | ----------- | ---- |
| 2011 | Universiadi                    | Shenzhen   | 10 km          | Argento   | 2h00'03"35  |      |
| 2012 | Europei di fondo               | Piombino   | 5 km           | Oro       | 54'47"1     |      |
| 2012 | Europei di fondo               | Piombino   | 10 km          | Oro       | 1h57'46"8   |      |
| 2013 | Mondiali                       | Barcellona | 10 km          | 34º       | 1h50'22"5   |      |
| 2014 | Europei di nuoto               | Berlino    | 5 km           | 7º        | 54'34"9     |      |
| 2014 | Europei di nuoto               | Berlino    | 10 km          | 7º        | 1h50'05"1   |      |
| 2014 | Europei di nuoto               | Berlino    | 5 km a squadre | 8º        | 59'07"1     |      |
| 2015 | Mondiali                       | Barcellona | 10 km          | 33º       | 1h51'37"1   |      |
| 2016 | Europei di fondo               | Hoorn      | 5 km           | Oro       | 54'34"4     |      |
| 2016 | Europei di fondo               | Hoorn      | 10 km          | 4º        | 1h55'29"6   |      |
| 2017 | Mondiali                       | Budapest   | 5 km           | 4º        | 54'45"9     |      |
| 2017 | Mondiali                       | Budapest   | 10 km          | 19º       | 1h52'35"5   |      |
| 2017 | Mondiali                       | Budapest   | 5 km a squadre | 10º       | 55'55"1     |      |
| 2018 | Europei di nuoto               | Glasgow    | 5 km           | 15º       | 53'16"7     |      |
| 2018 | Europei di nuoto               | Glasgow    | 10 km          | 26º       | 1h51'20"5   |      |
| 2018 | Europei di nuoto               | Glasgow    | 5 km           | 6º        | 53'49"5     |      |
| 2019 | Mondiali                       | Gwangju    | 5 km           | 8º        | 53'35"5     |      |
| 2019 | Mondiali                       | Gwangju    | 10 km          | 19º       | 1h48'55"9   |      |
| 2019 | Mondiali                       | Gwangju    | 5 km a squadre | 10º       | 55'19"1     |      |
| 2019 | Giochi mondiali sulla spiaggia | Doha       | 5 km           | dnf       | dnf         |      |
| 2021 | Europei di nuoto               | Budapest   | 5 km           | 8º        | 55'50"2     |      |
| 2021 | Europei di nuoto               | Budapest   | 10 km          | 15º       | 1h52'07"9   |      |
| 2021 | Europei di nuoto               | Budapest   | 25 km          | Bronzo    | 4h36'06"2   |      |
| 2021 | Europei di nuoto               | Budapest   | 5 km a squadre | 5º        | 56:03.2     |      |